# Jonatan Julien
Jonatan Julien, né le 20 mars 1972 à Québec, est un homme politique québécois. Depuis les élections générales québécoises de 2018, il représente la circonscription de Charlesbourg à l'Assemblée nationale du Québec sous la bannière de la Coalition avenir Québec.
De 2018 à 2022, il est ministre de l'Énergie et des Ressources naturelles du Québec et ministre responsable de la région de la Côte-Nord. De février 2021 à octobre 2022, il assume également la fonction de ministre responsable de la région de la Gaspésie–Îles-de-la-Madeleine.
Depuis le 20 octobre 2022, il est ministre responsable des Infrastructures et ministre responsable de la région de la Capitale-Nationale du Québec.

## Biographie

### Jeunesse et études
Jonatan Julien est né à Québec le 20 mars 1972. Il détient un baccalauréat en administration des affaires de l'Université Laval ainsi qu'une maîtrise en administration publique de l'École nationale d'administration publique.

### Carrière professionnelle
Julien est comptable de profession. Au cours de sa carrière, il travaille chez SSQ Groupe financier, Desjardins, le vérificateur général du Québec et Ernst & Young.

### Carrière politique

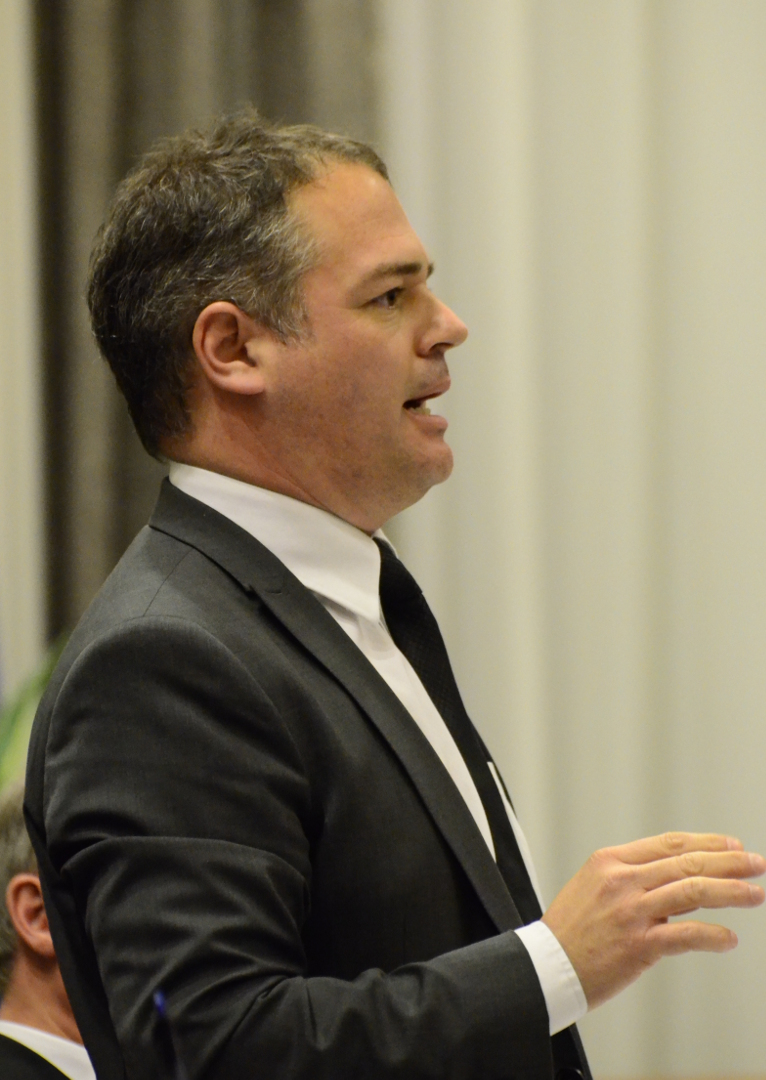
Jonatan Julien en 2013

Aux élections générales québécoises de 2003, Jonatan Julien porte les couleurs de l'Action démocratique du Québec dans la circonscription de Charlesbourg. Il est défait par le libéral Éric R. Mercier.
En 2013, il devient conseiller municipal à la Ville de Québec sous la bannière de l'Équipe Labeaume. Il sera réélu en 2017. Le 10 mai 2018, après avoir été publiquement blâmé par le maire Régis Labeaume pour sa gestion du projet de construction d’une nouvelle centrale de police, il quitte l'Équipe Labeaume et siège comme indépendant.
Lors des élections générales québécoises de 2018, il se présente à nouveau dans Charlesbourg, cette fois avec la Coalition avenir Québec. Il est élu avec plus de 10 000 voix de majorité.
Le 18 octobre 2018, il est nommé ministre de l'Énergie et des Ressources naturelles par François Legault. Il est également nommé ministre responsable de la région de la Côte-Nord. Depuis le 24 février 2021, il est le ministre responsable de la région de la Gaspésie–Îles-de-la-Madeleine.
Réélu lors des élections générales de 2022, il voit ses responsabilités modifiées. Il devient ministre responsable des Infrastructures et ministre responsable de la région de la Capitale-Nationale au sein du gouvernement Legault.

### Matchs des Kings de Los Angeles
En mai 2025, le ministre est impliqué dans une controverse entourant la divulgation du coût des deux matchs préparatoires des Kings de Los Angeles disputés en octobre 2024 au Centre Vidéotron de Québec.
Le ministre avait qualifié le montant final de la subvention gouvernementale accordée à Québecor pour la présentation des matchs de « confidentiel », affirmant qu'il n’était pas encore prêt à être dévoilé lors de l’étude des crédits budgétaires de l'Assemblée nationale. Toutefois, un rapport d'événement audité par une firme comptable a révélé que le montant était établi à environ 5,6 millions de dollars et était en possession du gouvernement depuis novembre 2024.
Le 3 octobre 2024, environ 500 personnes ont manifesté dans les rues de Limoilou pour dénoncer la subvention gouvernementale accordée à cet événement, jugeant que les fonds publics auraient dû être prioritairement investis dans le financement du filet social, notamment pour lutter contre la crise du logement, l'itinérance ou la privatisation de la santé. Plusieurs élus de l'opposition, dont des députés de Québec solidaire et du Parti libéral du Québec, se sont joints à la mobilisation et ont critiqué l'utilisation de fonds publics dans un contexte de restrictions budgétaires,.
Il a reconnu par la suite que « des leçons ont été apprises » de cette initiative, notamment en raison des critiques suscitées par le contexte de restrictions budgétaires. Il a précisé que le gouvernement ne comptait pas renouveler ce type d'expérience et a admis que la population avait jugé que les subventions accordées n'étaient pas « le bon outil ». Selon le ministre, l'objectif initial était de promouvoir le Centre Vidéotron en attirant des événements sportifs d'envergure. Il a toutefois indiqué que son gouvernement continuerait de viser des événements majeurs, comme le Championnat du monde de hockey ou des matchs de ligues féminines, afin de mettre en valeur l'infrastructure.

## Résultats électoraux
|                                                                                               | Nom                      | Parti              | Nombre de voix | %      | Maj.   |
| --------------------------------------------------------------------------------------------- | ------------------------ | ------------------ | -------------- | ------ | ------ |
|                                                                                               | Jonatan Julien (sortant) | Coalition avenir   | 18 921         | 45 %   | 10 357 |
|                                                                                               | Jean Domingue            | Conservateur       | 8 564          | 20,4 % | -      |
|                                                                                               | Priscilla Corbeil        | Parti québécois    | 5 967          | 14,2 % | -      |
|                                                                                               | Ève Duhaime              | Québec solidaire   | 5 486          | 13 %   | -      |
|                                                                                               | Mahamadou Sissoko        | Libéral            | 2 518          | 6 %    | -      |
|                                                                                               | Odevie Essaidi           | Vert               | 348            | 0,8 %  | -      |
|                                                                                               | David Cantin             | Parti 51           | 163            | 0,4 %  | -      |
|                                                                                               | Daniel Pelletier         | Démocratie directe | 75             | 0,2 %  | -      |
| Total                                                                                         | Total                    | Total              | 42 042         | 100 %  |        |
| Le taux de participation lors de l'élection était de 74,6 % et 570 bulletins ont été rejetés. |                          |                    |                |        |        |

|                                                                                               | Nom                      | Parti              | Nombre de voix | %      | Maj.   |
| --------------------------------------------------------------------------------------------- | ------------------------ | ------------------ | -------------- | ------ | ------ |
|                                                                                               | Jonatan Julien           | Coalition avenir   | 19 985         | 48,1 % | 10 666 |
|                                                                                               | François Blais (sortant) | Libéral            | 9 319          | 22,4 % | -      |
|                                                                                               | Élisabeth Germain        | Québec solidaire   | 5 613          | 13,5 % | -      |
|                                                                                               | Annie Morin              | Parti québécois    | 4 868          | 11,7 % | -      |
|                                                                                               | Valérie Tremblay         | Conservateur       | 1 530          | 3,7 %  | -      |
|                                                                                               | Daniel Pelletier         | Équipe autonomiste | 212            | 0,5 %  | -      |
| Total                                                                                         | Total                    | Total              | 41 527         | 100 %  |        |
| Le taux de participation lors de l'élection était de 73,4 % et 821 bulletins ont été rejetés. |                          |                    |                |        |        |

|                                                                                               | Nom                | Parti               | Nombre de voix | %      | Maj.  |
| --------------------------------------------------------------------------------------------- | ------------------ | ------------------- | -------------- | ------ | ----- |
|                                                                                               | Éric R. Mercier    | Libéral             | 17 169         | 44,5 % | 6 233 |
|                                                                                               | Jonatan Julien     | Action démocratique | 10 936         | 28,3 % | -     |
|                                                                                               | Sylvie Tremblay    | Parti québécois     | 9 741          | 25,2 % | -     |
|                                                                                               | Yonnel Bonaventure | Vert                | 438            | 1,1 %  | -     |
|                                                                                               | Simon Carreau      | UFP                 | 329            | 0,9 %  | -     |
| Total                                                                                         | Total              | Total               | 38 613         | 100 %  |       |
| Le taux de participation lors de l'élection était de 79,1 % et 308 bulletins ont été rejetés. |                    |                     |                |        |       |